# Margaret y Ya
Margaret y Ya es el nombre artístico de Edo Peltier, una artista drag mexicana reconocida por competir en la primera temporada de La Más Draga logrando ser finalista, además de competir en la primera temporada de Drag Race México. Margaret es descrita como "una estrella del pop en el escenario y una bestia en las redes sociales".

## Carrera profesional
Ha desarrollado una exitosa carrera profesional en el mundo del drag. Desde sus inicios destacó por su talento y carisma, lo que la convirtió en una figura reconocida en la escena alternativa drag de la Ciudad de México.
Margaret compite en la primera temporada de Drag Race México, la cual fue estrenada el 22 de junio del 2023, competencia en la cual la ganadora obtendrá un premio de 550 000 pesos mexicanos.

## Filmografía

### Televisión
| Año  | Título           | Notas                     | Posición | Ref |
| ---- | ---------------- | ------------------------- | -------- | --- |
| 2023 | Drag Race México | Concursante (temporada 1) | 6° lugar |     |

### Series web
| Año  | Título            | Notas                               | Posición | Ref   |
| ---- | ----------------- | ----------------------------------- | -------- | ----- |
| 2018 | La Más Draga      | Concursante (Temporada 1)           | 2° lugar |       |
| 2019 | La Más Draga      | Invitada (Temporada 2)              | -        |       |
| 2020 | Love For The Arts | Concursante (Temporada 1)           | 4° lugar | [ 5 ] |
| 2020 | La Más Draga      | Presentadora Invitada (Temporada 3) | -        |       |
| 2020 | Corona Dragital   | Host y Participante                 | -        | [ 6 ] |
| 2021 | La Más Draga      | Jurado (Audiciones)                 | -        |       |
| 2021 | La Más Draga      | Invitada (Temporada 4)              | -        |       |
| 2022 | La Más Draga      | Invitada (Temporada 5)              | -        |       |

### Competencias
| Año  | Título                     | Notas                     | Posición | Ref.  |
| ---- | -------------------------- | ------------------------- | -------- | ----- |
| 2015 | La Carrera Drag De La CDMX | Concursante (Temporada 3) | Ganadora | [ 7 ] |

## Discografía

### Sencillos
| Año  | Título         | Notas                                                                            | Álbum          |
| ---- | -------------- | -------------------------------------------------------------------------------- | -------------- |
| 2017 | La Más Perra   | Margaret y Ya                                                                    | -              |
| 2018 | Qué Calor!     | Margaret Y Ya featuring Debra Men, Neiko & Velo                                  | -              |
| 2018 | Onvres         | Margaret y Ya                                                                    | -              |
| 2019 | Caninas        | Sailor Fag featuring Margaret Y Ya                                               | -              |
| 2020 | Joya           | Margaret Y Ya                                                                    | Covibing       |
| 2020 | Ponte Chingona | La Más Draga featuring Sonnata, Yari Mejía, Neiko, Margaret Y Ya, Gvajardo       | La Más Draga 3 |
| 2021 | La Noche       | Margaret y Ya featuring Willer Khale                                             | -              |
| 2021 | Bien Por Ti    | Velvetine featuring Margaret Y Ya                                                | -              |
| 2023 | Icónica        | Margaret Y Ya featuring Aku P                                                    | Icónica        |
| 2023 | Deliciosx      | Rico Club, Paris Bang Bang & Margaret Y Ya featuring Bárbara Durango & Pam Sasha | -              |